# 1959년 칸 영화제
제12회 칸 영화제는 1959년 4월 30일부터 1959년 5월 15일까지 열린 영화제이다. 프랑스 칸에서 개최되었다.

## 수상

### 황금종려상
- 흑인 오르페 - 마르셀 케이머스 수상

### 심사위원대상
- 다윗의 별 - 콘라트 볼프 수상

### 감독상
- 400번의 구타 - 프랑수아 트뤼포 수상

### 여우주연상
- 꼭대기 방 - 시몬 시그노레 수상

### 남우주연상
- 강박충동 - 딘 스톡웰 수상
- 강박충동 - 오손 웰즈 수상
- 강박충동 - 브래드포드 딜맨 수상

### OCIC상
- 400번의 구타 - 프랑수아 트뤼포 수상